# シモン・マルミオン
シモン・マルミオン （Simon Marmion,1425年頃 - 1489年11月24日/25日）は初期フランドル派の画家、装飾写本作家。現在のフランスのアミアン出身だが、当時のアミアンはブルゴーニュ公国に属していた。

## 生涯
当時の多くの画家と同じくマルミオンも芸術家の家系出身で、父ジャン、弟ミリアも画家だった。1449年から1454年にかけてアミアンでの業績が記録されている。その後ヴァランシエンヌに移住し、1458年に死去した。マルミオンは、1454年にブルゴーニュ公フィリップ3世がリールで催した、トルコへの十字軍派遣の実現を企図した大饗宴 (en:Feast of the Pheasant) の飾り付けのために派遣された芸術家の一人だった。その年からフィリップ3世がマルミオンのパトロンとなっている。公太子シャルル、公太子后マーガレットら、複数の公爵一族に仕え、「写本装飾の第一人者 (the prince of illuminators)」と呼ばれた。マルミオンが死去した3年後に未亡人ジャンヌは、マルミオンの弟子だったヤン・プロフォースト (Jan Provoost) と結婚し、プロフォースはジャンヌの死後、相当な額のマルミオンの遺産を相続した。

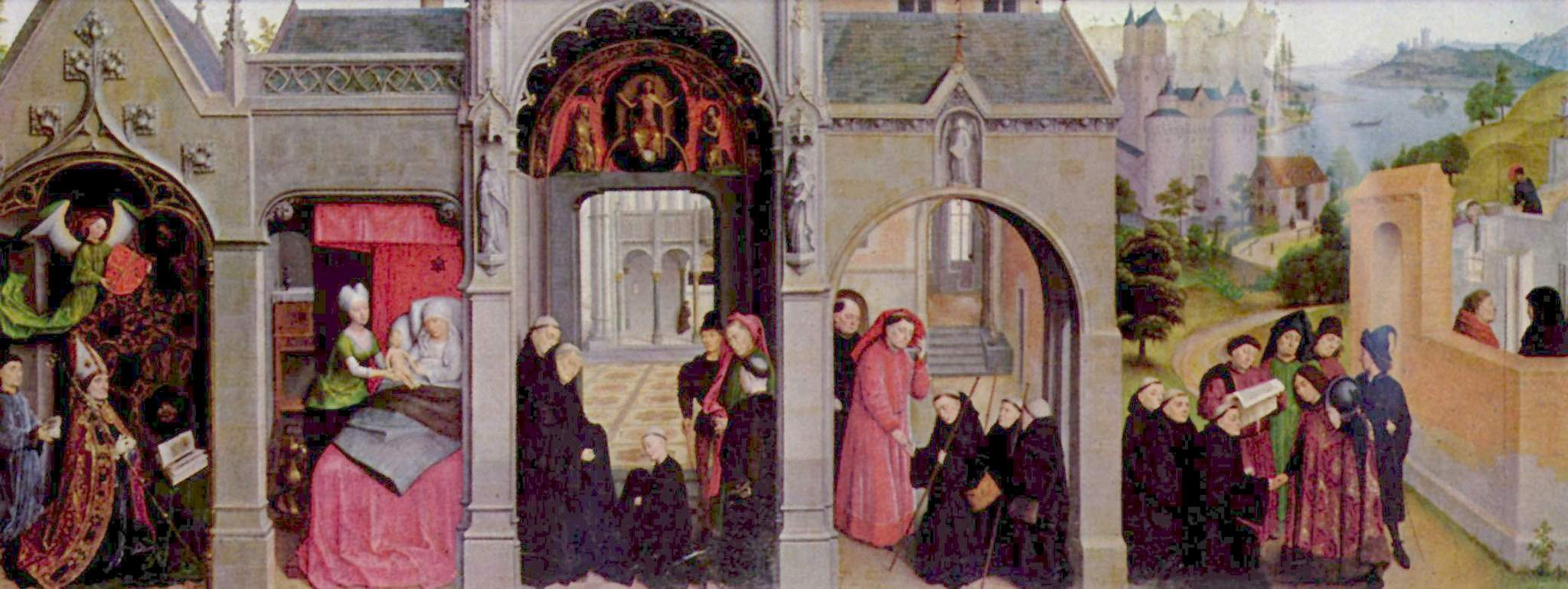
『聖ベルタンの祭壇画』の一部, 絵画館（ベルリン）

マルミリオンは肖像画などの絵画、祭壇画、工芸品も制作したが、装飾写本作家としてもっともよく知られている。絵画作品としてはベルリンの絵画館所蔵の聖ベルタンの生涯を描いた祭壇画（一部はロンドン・ナショナル・ギャラリー所蔵）、トロントの『聖グレゴリーのミサ (Mass of Saint Gregory)』、メトロポリタン美術館所蔵の『キリストの哀悼 (Lamentation of Christ)』などが知られている。作風としては当時の伝統的フランス風絵画と、フランドル風の革新的な画面構成と風景表現のちょうど中間に位置する。マルミオンの遠近表現はほぼ問題ないが、描かれている人物肖像は未熟なことがあり、人物のポーズもやや生硬なものがある。

## 装飾写本
マルミオンの最高傑作とされているのはサンクトペテルブルクのロシア国立図書館に所蔵されている『フランス大年代記 (en:Grandes Chroniques de France)』で、大きめ（215mm x 258mm）のミニアチュール（挿絵）が25枚、より小さめのミニアチュールが60枚描かれた装飾写本である。美しい彩色で描かれた戦闘場面からグリザイユのようなモノクロームで描かれた落ち着いたものまでさまざまな挿絵が描かれている。ネーデルラントの事象に重点を置いて書かれており、フランス王位を要求するフィリップ3世を正当化する目的で作成されたと考えられる。また、医学に関するテキストもあり、内容を図示する見事な挿絵が宗教的な縁飾りが施されたフィリップ3世の肖像とともに描かれている。

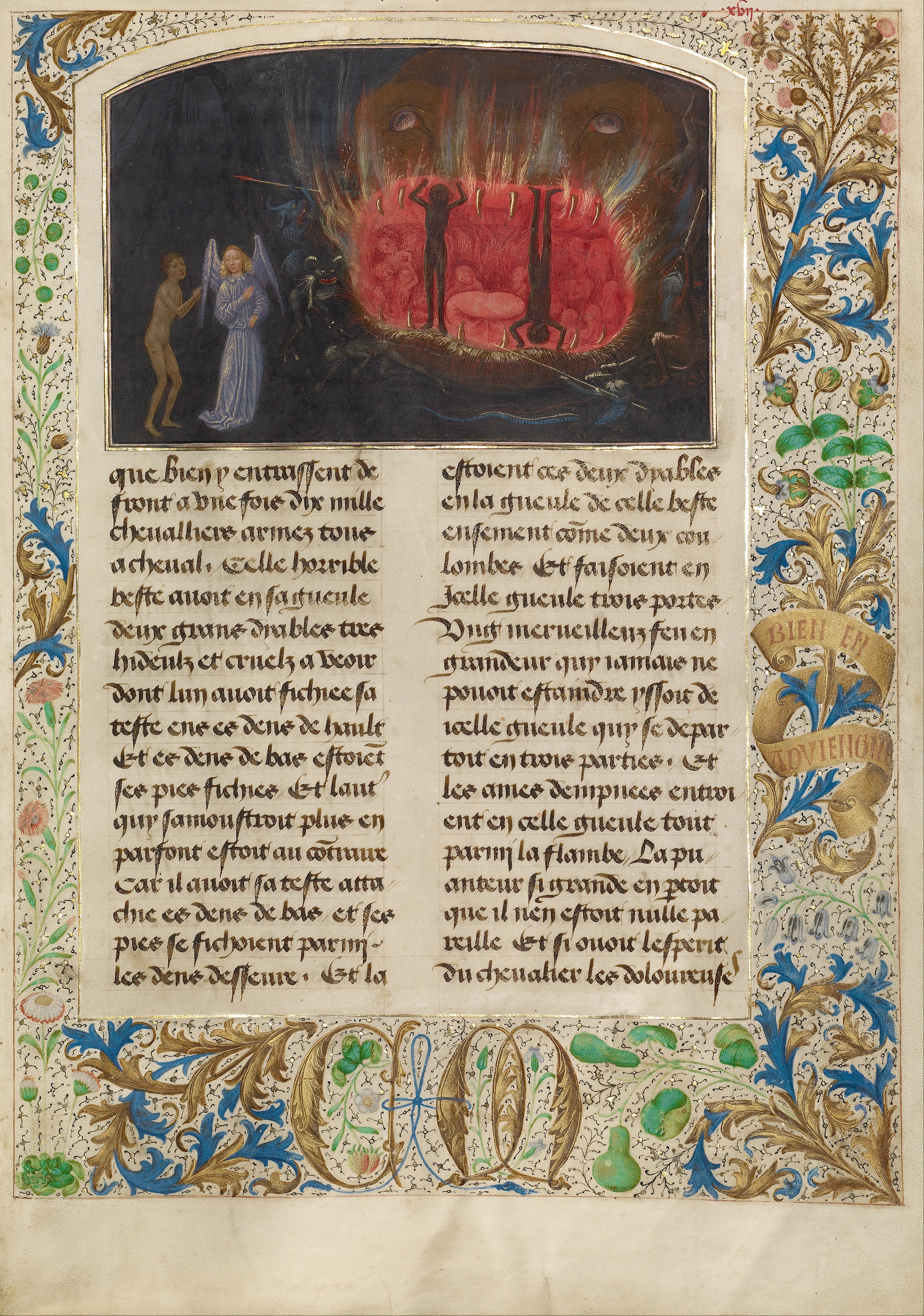
『トンダルのヴィジョン』, 「地獄の口 (The Mouth of Hell)」, 1475年

J・ポール・ゲティ美術館所蔵の『トンダルのヴィジョン (en:Getty Les Visions du chevalier Tondal)』も重要な作品である。1475年に作成された装飾写本で、マルミオンは他にも伝統的な時祷書や装飾写本を制作しており、大英図書館所蔵で1480年ごろの『フースの時祷書 (Huth Hours)』は24枚のページ大の挿絵と74枚の小さめの挿絵に装飾された、現存するマルミオンの作品のうちでもっとも精巧な時祷書となっている。現在ナポリにある22枚のページ大挿絵を持つ『ラ・フローラ (la Flora)』は複数の半身肖像画を描いた最初の時祷書で、「非常によくマルミオンの特色が表現された写本装飾で、もっとも優れた作品だろう」ともいわれている。ほかにもニューヨークのモルガン・ライブラリーとカリフォルニアのハンティントン・ライブラリーがマルミオンの優れた時祷書を所蔵している。

ロンドンのヴィクトリア&アルバート博物館が所蔵する「シモン・マルミオンの時祷書」は1475年から1481年に作成された時祷書で、11cm x 7.6cmのページで構成されており、時祷書の細密画の技法しての好例といえる。縁飾りは特にすばらしく、通常の時祷書は草花で装飾されているのに対し象牙やエナメル額が用いられている。この時祷書は特定の依頼者のために作成されたとは考えられていない。依頼を受けて作成された時祷書には通常縁飾りに依頼者の紋章があるが、この時祷書には紋章がなく、また暦に記載されている聖人の記念日も特定の所有者を意識した聖人ではなく、当時のブルッヘや北フランスで信仰されていた汎用的な聖人が記載されている。これは当時の時祷書が一般向けにも市販されていたことを示唆するが、この時祷書ほど高級なものは珍しい。一枚だけ縁飾りがないページ大の挿絵があり、そこにはあまり例のない天国と地獄の光景が描かれ、反対側のページには「最後の審判」が描かれている。下部2/3には炎に満ちた煉獄が描かれ、その上には湖に架けられた、草花に満ちた公園のような天国へ続く細長い橋を渡ろうとしている裸体の肖像が描かれている。『トンダルのヴィジョン』にもさまざまな天国と地獄の光景が描かれており、ペテルブルクにある『年代記 (Chroniques)』の挿絵「シャルル禿頭王の夢 (Dream of Charles the Bald)」も同様に天国と地獄が描かれている。これらはヒエロニムス・ボスが『快楽の園』などで地獄の光景を描く以前の作品である。

## 作品の特定
19世紀から20世紀半ばに美術史家たちはさまざまな作品をマルミリオンのものだとして追加してきた。しかし美術史家アントニー・シュライヴァーが、マルミオンの作品とされているなかには別人の作品が含まれているのではないかと指摘し、1969年以降作品の見直しが開始される。マルミオンの手によるとされている作品は、装飾写本とパネル絵の合計で最大40作品ほどになるが、マルミオンの生涯や世評が記載されている当時の記録と照合すると全てがマルミオンの作品とはいえないことが分かってきた。しかし照合作業ではっきりしたこともあり、ヴァランシエンヌ近くのサン・オメールの修道院長で、聖ベルタンの祭壇画の依頼主でもあるギヨーム・フィラートルは、ペテルブルクの『年代記』などほかの写本もマルミオンに注文したことが明らかになった。マルミオンがフィリップ3世の命令で、1467年から1470年にかけて聖務日課書を作成した記録がある。現在メトロポリタン美術館に所蔵されている細密画は、この聖務日課書から散逸したものである。